# 뉴어크 셔우드

뉴어크 셔우드의 위치

뉴어크 셔우드(영어: Newark and Sherwood)는 잉글랜드 노팅엄셔주에 위치한 비도시 자치구로 중심 도시는 켈럼이며 인구는 117,758명(2014년 기준), 면적은 651.3km2이다.